# Великий Глубочёк
Вели́кий Глубочёк (укр. Великий Глибочок) — село в Белецкой сельской общине Тернопольского района Тернопольской области Украины.
Расположено на реке Нестеровка (приток Серета) на северо-западе района. В 1940—1962 годах — районный центр. В 1985—1989 годах — посёлок городского типа.
На среднепалеолитической стоянке Великий Глыбочек 1 в слое III выявлены комплексы с листовидными бифасами. Слой III имеет термолюминесцентную дату 175 ± 13 тыс. лет назад.
Население по переписи 2001 года составляло 2444 человека. Почтовый индекс — 47703. Телефонный код — 352.